# 521년

## 연호
- 남량(南梁) 보통(普通) 2년
- 북위(北魏) 정광(正光) 2년

## 기년
- 남량(南梁) 무제(武帝) 20년
- 북위(北魏) 효명제(孝明帝) 6년
- 신라(新羅) 법흥왕(法興王) 8년
- 고구려(高句麗) 안장왕(安臧王) 3년
- 백제(百濟) 무령왕(武寧王) 21년

## 사건
- 음력 4월 7일 - 금관가야의 구형왕이 보위에 오르다.

## 사망
- 음력 4월 7일 - 가락국의 제9대 국왕 겸지왕.